# Municipio de Bay de Noc
El municipio de Bay de Noc (en inglés: Bay de Noc Township) es un municipio ubicado en el condado de Delta en el estado estadounidense de Míchigan. En el año 2010 tenía una población de 305 habitantes y una densidad poblacional de 1,29 personas por km².

## Geografía
El municipio de Bay de Noc se encuentra ubicado en las coordenadas 45°46′14″N 86°54′48″O / 45.77056, -86.91333. Según la Oficina del Censo de los Estados Unidos, el municipio tiene una superficie total de 235.82 km², de la cual 175,23 km² corresponden a tierra firme y (25,69 %) 60,58 km² es agua.

## Demografía
Según el censo de 2010, había 305 personas residiendo en el municipio de Bay de Noc. La densidad de población era de 1,29 hab./km². De los 305 habitantes, el municipio de Bay de Noc estaba compuesto por el 96,07 % blancos, el 0,66 % eran amerindios, el 1,31 % eran asiáticos y el 1,97 % eran de una mezcla de razas. Del total de la población el 0 % eran hispanos o latinos de cualquier raza.